# Isonychia sicca
Isonychia sicca är en dagsländeart som först beskrevs av Walsh 1862.  Isonychia sicca ingår i släktet Isonychia och familjen Isonychiidae. Inga underarter finns listade i Catalogue of Life.